# Bellevigne-en-Layon
Bellevigne-en-Layon es una comuna nueva francesa situada en el departamento de Maine y Loira, de la región de Países del Loira.

## Historia
Fue creada el 1 de enero de 2016, en aplicación de una resolución del prefecto de Maine y Loira de 2 de noviembre de 2015 con la unión de las comunas de Champ-sur-Layon, Faveraye-Mâchelles, Faye-d'Anjou, Rablay-sur-Layon y Thouarcé, pasando a estar el ayuntamiento en la antigua comuna de Thouarcé.

## Demografía
| Gráfica de evolución demográfica de Bellevigne-en-Layon entre 1800 y 2013 |
|                                                                           |

Los datos entre 1800 y 2013 son el resultado de sumar los parciales de las cinco comunas que forman la nueva comuna de Bellevigne-en-Layon, cuyos datos se han cogido de 1800 a 1999 (o a 2006 según corresponda), para las comunas de Champ-sur-Layon, Faveraye-Mâchelles, Faye-d'Anjou, Rablay-sur-Layon y Thouarcé de la página francesa EHESS/Cassini. Los demás datos se han cogido de la página del INSEE.

## Composición
| Comuna delegada    | Código INSEE | Población (2013) | Superficie (km²) | Densidad (hab./km²) |
| ------------------ | ------------ | ---------------- | ---------------- | ------------------- |
| Champ-sur-Layon    | 49066        | 970              | 19.19            | 51                  |
| Faveraye-Mâchelles | 49133        | 678              | 18.60            | 36                  |
| Faye-d'Anjou       | 49134        | 1406             | 30.40            | 46                  |
| Rablay-sur-Layon   | 49256        | 744              | 7.44             | 100                 |
| Thouarcé           | 49345        | 1914             | 18.74            | 102                 |